# دیراگو
دیراگو (ދިރާގު) شرکت مخابرات مالدیوی است، که در سال ۱۹۸۸ تأسیس شد.